# 7,7 cm FK 16
Derivato dal precedente 7,7 cm FK 96 nA, in servizio all'inizio della prima guerra mondiale, il Feldkanone M. 16 fu il cannone campale principale dell'Esercito tedesco dal 1916 fino alla fine del conflitto.

## Produzione
Quando l'esercito tedesco si riequipaggiò di nuove artiglierie campali, alla fine del XIX secolo, scelse il calibro inconsueto di 77 mm, per un motivo molto semplice: i potenziali avversari, la Francia e la Russia, avevano artiglierie da 75 e 76,2 mm, che i tedeschi avrebbero potuto catturare, ritubare o addirittura riutilizzarne direttamente le scorte di munizioni, mentre non sarebbe stato possibile il contrario, in base al principio che il più piccolo entra nel più grosso ma non vale il contrario.
Così venne scelto il nA (neues Art) K/96, con il cannone installato sopra l'affusto dell'obice C/96, già in servizio.
Il nuovo FK 96 era un buon pezzo, ancorché pesante per il suo (insolito) calibro. Durante le fasi iniziali della prima guerra mondiale, venne rilevato che però possedeva una gittata ridotta, che lo metteva in condizioni di superiorità leggera solo contro le artiglierie britanniche. Così nacquero programmi di miglioramento, che verterono alla fine nel nuovo cannone FK 16, con proiettile aerodinamico e canna più lunga, che consentivano di portare il raggio da 6000 a 10300 metri.
Erano disponibili anche proiettili illuminanti, nebbiogeni e chimici. Questa vasta scelta di munizioni veniva portata al seguito del cannone con lo stesso rimorchio.

## Servizio
Ne vennero costruiti circa 3500.
Con l'avvento dei carri inglesi i pezzi da 77 mm si dimostrarono anche degli ottimi anticarro, quando gli artiglieri, dopo i primi momenti di panico, cominciarono a sparare sui grossi e goffi mezzi inglesi, protetti solo contro le fucilate, e malgrado il peso e il modesto angolo di direzione i pezzi da 77 mm fecero strage. Solo i carri successivi, del tipo FCM 2C francese, ebbero corazze adatte a resistere ai 77 mm, ma arrivarono troppo tardi e poi pesavano davvero troppo.
Nel dopoguerra l'esercito tedesco si ritrovò senza artiglieria pesante, a causa del Trattato di Versailles, ma ancora con l'FK 16, e lo mantenne, spesso con il calibro portato a 75 mm, mentre altri cannoni vennero esportati. Durante la seconda guerra mondiale molte artiglierie di questo tipo combatterono ancora, come d'altro canto accadde a quasi tutte le loro coetanee.